# Киров, Михаил Юрьевич
Михаил Юрьевич Киров (род. 30 октября 1971 года) — российский учёный-анестезиолог, реаниматолог, член-корреспондент РАН (2022).

## Биография
Родился 30 октября 1971 года в г. Каргополе Архангельской области в семье врачей.
В 1994 году — с отличием окончил Архангельский государственный медицинский институт, затем обучался в аспирантуре по анестезиологии и реаниматологии в НИИ трансплантологии и искусственных органов (НИИТ и ИО), по окончании которой защитил кандидатскую диссертацию на тему «Комплексное применение фильтрующих устройств при операциях с искусственным кровообращением».
С 1995 по 1997 годы — работал по совместительству врачом отделения анестезиологии этого института.
С февраля 1998 года научную деятельность совмещает с работой врача анестезиолога-реаниматолога и профессора-консультанта Первой городской клинической больницы г. Архангельска.
С 1997 по 2005 годы — работал на кафедре анестезиологии и реаниматологии Архангельской государственной медицинской академии: ассистент, с 1998 года — доцент кафедры, в 2003 году — присвоено ученое звание доцента.
С 2006 года — работает профессором кафедры анестезиологии и реаниматологии Северного государственного медицинского университета (СГМУ), с 2004 по 2005 годы — выполнял по совместительству обязанности декана международного факультета врача общей практики, с 2005 по 2006 годы — проректор по научно-исследовательской работе, с 2011 года исполняет обязанности заведующего кафедрой анестезиологии и реаниматологии.
В 2007 году — присвоено учёное звание профессора.
В 2004 году — получил высшую аттестационную категорию по специальности «врач анестезиолог-реаниматолог».
В 2003 году — защитил норвежскую докторскую диссертацию (Ph.D.), посвященную роли оксида азота при сепсисе, в университете г. Тромсё (Норвегия).
В 2004 году — в НИИ общей реаниматологии в Москве защитил докторскую диссертацию, тема: «Клинико-физиологические аспекты гемодинамики и её коррекция при сепсисе».
В 2022 году — избран членом-корреспондентом РАН от Отделения медицинских наук.

## Научная деятельность
Основные направления научной деятельности: сепсис, мониторинг, острый респираторный дистресс-синдром, анестезию и интенсивную терапию в кардиохирургии.
Специалист международного уровня в области анестезиологии и реаниматологии.

### Научно-организационная деятельность
- член научно-технического совета и Ученого Совета СГМУ, член комитета по интенсивной терапии Европейского общества анестезиологии и интенсивной терапии (ESAIC), член Президиума и Ученый секретарь Федерации анестезиологов и реаниматологов;
- заместитель председателя Ассоциации анестезиологов-реаниматологов Северо-Запада (с 2008 года); председатель Ассоциации врачей анестезиологов-реаниматологов Архангельской области (с 2016 года);
- член экспертного совета по хирургическим наукам ВАК Минобразования (с 2012 года).

## Награды
- Заслуженный врач Российской Федерации (2022)[2]
- Премия Ломоносовского фонда (2003) — за лучшую научную работу среди молодых ученых и Северо-Западного отделения Российской академии медицинских наук за лучшую научную публикацию
- грант Президента Российской Федерации для молодых докторов наук (2006—2007)
- Приз лучшего преподавателя по анестезиологии и реаниматологии Европейского общества анестезиологии (2011)
- грант Президента РФ для ведущих научных школ (2018)
- грамоты и благодарности СГМУ, Минздрава Архангельской области, Губернатора Архангельской области, Минздрава РФ.